# 典洞站
典洞站（朝鲜语：전동역；）曾为朝鲜铁路新兴线上的一个车站，位于咸镜南道荣光郡，废止时间不明。